# Sielsowiet Bieniakonie
Sielsowiet Bieniakonie (biał. Беняконскі сельсавет; ros. Беняконский сельсовет) – sielsowiet na Białorusi, w obwodzie grodzieńskim, w rejonie werenowskim, z siedzibą w Bieniakoniach. Od północy graniczy z Republiką Litewską.
Według spisu z 2009 sielsowiet Bieniakonie zamieszkiwało 2953 osób, w tym 2473 Polaków (83,75%), 353 Białorusinów (11,95%), 97 Rosjan (3,28%), 14 Ukraińców (0,47%), 9 Litwinów  (0,30%), 4 osoby innych narodowości i 3 osoby, które nie podały żadnej narodowości.

## Miejscowości
- agromiasteczko:
  - Bieniakonie
- wsie:
  - Bazyle
  - Bieluńce
  - Birżynie
  - Bolcieniki
  - Bolcienikiele
  - Brażelce
  - Cieślukiszki
  - Dajnowa (Dajnowa Hermaniska)
  - Jodkiszki
  - Kiemiele
  - Kowańce
  - Litwica
  - Lubarty
  - Miluńce
  - Nowosiady
  - Podwaryszki
  - Posolcz
  - Ramucie
  - Remizowo (hist. Zabłoć)
  - Stanisze
  - Tusomańce
  - Warnakiele
  - Wizgirdy
  - Wojsznie
  - Woronówka
  - Zabiejgi
  - Żygi
- chutory:
  - Kodzie
  - Kuże